# Золочевская швейная фабрика
Золочевская швейная фабрика — предприятие швейной промышленности в городе Золочев Львовской области Украины.

## История
Предприятие было построено в соответствии с пятым пятилетним планом развития народного хозяйства СССР как филиал львовской фирмы «Маяк» и введено в эксплуатацию в 1955 году.
В конце 1956 года был введён в строй второй корпус фабрики, установлены двухрядные конвейеры, механизировано большинство производственных процессов. В 1959-1960 гг. была механизирована подача готовой продукции на склад, построены трансформаторная станция, красный уголок и столовая.
В результате, уже в 1962 году фабрика выпустила в десять раз больше продукции, чем в 1956 году. В дальнейшем, объемы производства увеличивались - в 1964 году стоимость валовой продукции предприятия составила 757 тыс. рублей, в 1965 году - 1,021 млн. рублей, в 1966 году - свыше 4 млн. рублей.
В 1966 году фабрика являлась одним из передовых предприятий швейной промышленности области, она выпускала свыше 120 моделей одежды (56 из которых были освоены в 1966 году), которые продавались в СССР и экспортировались в зарубежные страны, общая численность работников фабрики в это время составляла свыше 730 человек, регулярно проходивших повышение квалификации, участвовавших в рационализаторской деятельности и обмене опытом. На фабрике функционировал медпункт.
В целом, в советское время швейная фабрика входила в число крупнейших предприятий города.
После провозглашения независимости Украины государственное предприятие было преобразовано в открытое акционерное общество.